# Joachim von Reckow
Joachim von Reckow (* 3. Juni 1898 in Marburg; † 26. März 1976 in Frankfurt am Main) war ein deutscher Zahnmediziner und Hochschullehrer.

## Leben
Reckow war ein Sohn des pommerschen Freiherrn Rudolph von Reckow (1846–1920) und seiner Frau Elsa geb. Krüger (1868–1947). Er war verheiratet mit der Opernsängerin Irene geb. Reiff (1904–1975). Aus der Ehe ging die Tochter Ingrid von Reckow (* 1942) hervor.
Reckow machte im Juni 1917 an der Höheren Knabenanstalt in Berlin-Lichterfelde sein Abitur und studierte Zahnmedizin in Marburg. Er wurde dort 1927 promoviert und 1931 Privatdozent und 1938 a. o. Professor an der Universität Marburg. 1942 wechselte er an die neue Reichsuniversität Straßburg (RUS). Ab 1947 vertrat er einen Lehrstuhl in Frankfurt am Main, ab 1950 erhielt er einen Lehrstuhl für Zahnmedizin an der Universität Frankfurt.
Reckow war ab 1933 Mitglied der SA, am 8. Juni 1937 beantragte er die Aufnahme in die NSDAP und wurde rückwirkend zum 1. Mai desselben Jahres aufgenommen (Mitgliedsnummer 5.395.363). Er war förderndes Mitglied der SS, ferner war er Mitglied im NS-Lehrerbund und im NS-Ärztebund. Im November 1933 unterzeichnete er das Bekenntnis der deutschen Professoren zu Adolf Hitler.
Zum 10. Februar 1942 wurde Joachim von Reckow zum außerordentlichen Professor für Zahnheilkunde an der RUS ernannt und übernahm die Leitung des Zahnärztlichen Instituts. Er blieb bis November 1944 in Straßburg, wo er bei der Ankunft der Alliierten in Kriegsgefangenschaft geriet.
Im Jahr 1947 wurde er zunächst als Vertreter eines außerordentlichen Professors eingesetzt und 1950 schließlich zum außerordentlichen Professor sowie Direktor des Instituts für Zahnheilkunde Carolinum an der Universität Frankfurt (Main) ernannt. 1960 trat Reckow in den Ruhestand. Im Jahr 1966 übernahm er noch einmal kommissarisch den Lehrstuhl für Mund- und Kieferkrankheiten in Frankfurt.

## Schriften
- Röntgenstereoskopie und Zahnheilkunde. G. Thieme, Leipzig 1933, OCLC 1072844526. [Ausg. 1932]
- Grundlagen zur Geschichte der deutschen zahnärztlichen Approbation bis 1913. Aus dem Zahnärztlichen Institut d. Univ. Marburg/Lahn. Greifswald 1927.